# George Finlay
George Finlay (Faversham, Kent; 21 de diciembre de 1799 – Atenas, 26 de enero de 1875) fue un historiador británico.

## Biografía
Finlay nació en Faversham, Kent, donde su padre escocés, el capitán John Finlay FRS, oficial de los Ingenieros Reales, era inspector de molinos de pólvora del gobierno. Su padre murió en 1802, y su madre y tío (el político y mercader Kirkman Finlay), ambos escoceses, tomaron cargo de su educación. Su amor por la historia se debe a su madre.
Inicialmente destinado a estudiar Derecho, fue educado en la universidad de Glasgow, la universidad de Gotinga y la universidad de Edimburgo, pero siendo un entusiasta de la causa de Grecia, se sumó a Byron en la guerra de la independencia griega tras la que compró una propiedad cerca de Atenas. Ahí se ocupó con esquemas para la mejora del país, con poco éxito. Por muchos años, fue corresponsal especial del periódico The Times de Londres. Fue también elegido un miembro de la Sociedad de Anticuarios Estadounidense en 1838.
Su Historia de Grecia, escrita episódicamente entre 1843 y 1861, no recibió inicialmente el reconocimiento merecido pero pasó poseteriormente a ser apreciada por académicos en todos los países, especialmente en Alemania, por su estilo literario y la profundidad e idea de sus vistas históricas. Fue reeditado en 1877 como Historia de Grecia: desde la conquista romana al tiempo presente (146 a. C. a 1864).
Existe confusión por una obra de Thomas Moore sobre la vida de Byron en la que se refiera a su tío por nombre y apellido mientras que a Finlay sólo le llama por el apellido, que casusó que se atribuyeran algunas cosas a un hipotético hermano de Kirkman Finlay.

## Obras
- A History of Greece (From Its Conquest by the Romans to the Present Time, B.C. 146 to A.D. 1864)
  - Greece under the Romans (online)
  - From Its Conquest by the Crusaders to Its Conquest by the Turks (1204 - 1461) (online)
  - Vol V: Greece under Othoman and Venetian domination (online)
  - History of the Greek Revolution (Vol I and Vol II)